# Вільховець (Звенигородський район)
Вільхове́ць  — село в Україні, у Звенигородському районі Черкаської області, центр сільської ради. Населення — 3 048 чоловік (2001).
Розташоване на річках Попівці та Малинівці, за 8 км на південний захід від районного центру — міста Звенигородка та за 12 км від залізничної станції Звенигородка.
На околиці села в урочищі Ваканець знайдено залишки поселень трипільської культури та скіфського часу.

## Історія

### 17 століття
Перші згадки про поселення, яке належало до Звенигородського староства, зустрічаються в історичних документах за 1633 рік.
Протягом 1648 — 1670-х років Вільховець входив до складу Білоцерківського полку української держави Військо Запорозьке. До «Реєстру Війська Запорозького 1649 року» вписано 100 осіб козацького стану, що мешкали в Вільховці. Він був тоді сотенним містечком. Вільховецьким сотником був тоді Степан Лунченко.
У грудні 1653 року у Вільховці зупинялися російські посли Р. Стрешньов та М. Бредихін, які їхали до Переяслава на зустріч з Богданом Хмельницьким.
За даними початку 1654 р. у Вільховці жило 158 осіб козацького стану і 158 осіб міщанського стану. Вільховецьким сотником 1653—1654 рр. був Мартин Шафраненко. Містечко було обнесено двома стоячими острогами, які мали одну проїзну вежу з ворітьми та ще 4 воріт. У містечку було 2 залізні пищалі у станках на колесах поміром у 2 гривні та 18 залізних гаківниць поміром у пів-гривні. У містечку була соборна церква святого Миколая Чудотворця і менші церкви Успіння Богородиці і Святої Трійці.
У 1650-х рроках маєтком у Вільховці володів Данило Виговський, на що отримав підтвердження своїх прав від Короля польського 30.05.1659. Під час правління Гетьмана Павла Тетері жителі Вільховця стали учасниками подій протипольського повстання 1664—1665 рр. У лютому 1664 р. через Вільховець, прямуючи до Білої Церкви проходило повстанське військо Дмитра Сулими (Сулимки) і до нього приєдналося багато вільхівчан. Після поразки повстанців військо Гетьмана Павла Тетері та допоміжне військо Себастяна Маховського з Речі Посполитої у березні 1664 р. взяли Вільховець в облогу. В ніч з 16 (26)  на 17 (27) березня 1664 року біля Вільховця поляки розстріляли без суду і слідства колишнього Гетьмана Івана Виговського, звинувативши його у причетності до повстанців. На початку квітня 1664 р. Гетьманові Павлу Тетері і Себастянові Маховському довелося зняти облогу з Вільхівця й вирушити на оборону Чигирина, загрожуваного повстанцями.
Події 1660-х та першої половини 1670-х років привели до знелюднення Вільховця та припинення існування Вільховецької сотні.
Під час Чигиринських походів турецько-татарських загарбників на Правобережну Україну 1677—1678 років місто Вільховець було пограбоване і зруйноване, багато жителів загинуло або потрапило в полон. В історичних джерелах 18 століття про нього немає й згадок.

### 19 століття
Протягом 17 — 19 століть Вільхівцем володіли князі й графи Яблоновські, Браницькі та Потоцькі. 1816 року тут проживало 2580 чоловік. У 1843 році у Вільховці на місці старої гуральні було розпочато будівництво цукрового заводу, який у жовтні наступного року став до ладу. Технічне оснащення заводу було примітивне: дві різки (водяна й силова), чотири гідравлічні преси. Застосовувалася тут праця кріпаків, які жили в дерев'яних бараках, побудованих поблизу цукроварні. Умови праці на заводі були тяжкими. Власник не дбав про охорону праці, робочий день тривав 12-14 годин на добу, а плата була мізерною. З 1860 року цукрозавод працював на паровій тязі й мав вже 8 гідравлічних пресів, що дало змогу збільшити випуск продукції до 18 625 пудів цукру-піску на рік. З промислових підприємств діяли ще дві цегельні, які належали Потоцькому. Основним заняттям населення Вільховця було землеробство. Напередодні селянської реформи селяни користувалися лише орною землею: піші по 6, тяглі по 12 моргів на двір (морг — 0,5 десятин). У селі налічувалося 513 дворів, де проживало 3776 жителів.
Під час проведення реформи 1861 року поміщик виділив для викупу селянам гірші, здебільшого непридатні для господарського використання землі. Тяглові двори, яких було 95, одержали по 8 десятин польової землі, піші, 314 дворів, — по 4 десятини, 104 господарства зовсім не мали польового наділу. За передані у володіння 3253 десятини землі селяни, відповідно до закону від 30 червня 1863 року, зобов'язані були виплачувати щорічно по 3 карбованці 30 копійок за кожну десятину польової землі протягом 49 років. Або — відробляти повинність — 80 днів на рік, з них у літній період 48, у зимовий — 32 дні.
Селяни Вільхівця виступили проти тяжких умов викупу. Так, волосний суд 23 вересня 1864 року, а потім Київська палата кримінального суду 21 квітня 1866 року судили Й. Г. Муленка, М. П. Олефіренка, М. Д. Кривошию та Т. Й. Оксененка за підбурювання селян до несплати викупних платежів. Піднімалися на боротьбу і робітники цукрозаводу. Зокрема, 14 жовтня 1888 року припинили роботу 70 чоловік. Приводом до страйку стала видача робітникам недоброякісних харчів. Робітники побили прикажчиків, підрядників і відмовилися працювати. 59 чоловік виїхали за місцем свого проживання до Гайсинського повіту Подільської губернії.
Внаслідок низького рівня агротехніки, використання несортового насіння, врожаї на селянських землях були низькі. Вони становили пересічно 50-55 пудів (800—880 кг) з десятини. Неврожай 1892 року привів до ще гіршого становища селян. Вони змушені були телеграфувати київському губернатору, щоб дозволив їм відпустити частину зерна з існуючих запасів хліба.
Жорстоке поміщицьке гноблення, голод і злиді селян активізували їхні виступи проти соціально-економічних утисків у 90-х роках. У порубці поміщицького лісу, вчиненій в січні 1893 року селянами Вільхівця, брало участь понад 300 чоловік. Це було їхньою помстою здирщикам за вчинені кривди. Так, коли наглядачі пана Потоцького захопили селянську худобу на землях економії, обурені селяни вирубали дерева в панському парку. Порубки набули такого масового характеру, що поліція і навіть ескадрон бузьких драгунів, який квартирував у селі, не могли припинити дії селян. Київський віце-губернатор 8 лютого 1893 року просив департамент поліції відрядити до Вільхівця драгунський полк, що перебував у Звенигородці. Силою зброї порубки було припинено, а винних суворо покарано. В червні 1893 року Київська судова палата в Умані за опір приставу засудила 10 жителів Вільхівця, у тому числі 7 жінок, до позбавлення всіх майнових прав. Крім того, суд постановив ув'язнити жінок у тюрмі на півтора року, а чоловіків віддати до арештантських рот на такий же термін.

### 20 століття
Економічне становище селян залишалося тяжким. Найкращі(?) землі належали поміщикам, церкві й «куркулям». 1900 року з 5394 десятин землі, що була у Вільхівці, 2103 десятини належало Потоцькому, 83 — церквам, 3208 — селянам, яких у 1027 дворах проживало 5378 чоловік. Тривало дальше розорення бідняцьких господарств. Поступово бідняки перетворювалися у наймитів, основним джерелом існування яких був продаж своєї робочої сили в економіях, на цукрових заводах, на відхожих промислах в Херсонській губернії.
На Вільховецькому цукрозаводі працювало 418 робітників (391 чоловік та 27 жінок), на цегельному заводі — 10 робітників. Крім заводу, у селі було 4 водяних 122 вітряні млини, 4 кузні. Як і на всіх капіталістичних підприємствах, тут начебто панувала жорстока міфічна експлуатація. На початку XX століття середній щоденний заробіток майстрового на цукровому заводі становив 1,5 карбованця, робітника — 50 копійок. Для порівняння: готовий одяг можна було придбати за цінами: свитка — за 3–12 руб, шапка з барана — 2 руб., шапка 75 коп., кашкет — 50 коп., полотняна сорочка 1–3 руб., полотняні штани — від 75 коп. до 1 руб. 50 коп. На ярмарках пару чобіт продавали по ціні 2–10 руб., пару черевиків — 1–2 руб. На базарах продавали: простий віз 8–20 руб., окований віз — 15–20 руб., сани — 4–6 руб., простий візок без оковування — 8–12 руб., окований візок — 15–20 руб. Ложка на базарі коштувала від 2 коп. до 6 коп. На базарах малу бочку продавали по 40–90 коп., бочку — 90 коп. — 10 руб., відро — 12–30 коп. Найдешевший буханець хліба коштував п'ять копійок, кілограм картоплі — дві-три копійки. М'ясо — 30–35 копійок за кілограм, яблуко — дві-три копійки штука. Сорочка чи штани — близько карбованця, чоботи — близько п'яти карбованців. Плата за невелику квартиру — 75– 300 карбованців на рік. Не кращі умови праці існували і в економіях, яких у селі було дві. Доводилося працювати по 12 — 14 годин на добу. Заробітна плата одного робітника дорівнювала — для поденних 25-30 копійок, для постійних 35-40 копійок на день.
Гострого характеру набув аграрний рух під час революції 1905—1907 років, що викликало репресії з боку влади. Так, у січні 1906 року антипоміщицький виступ вільховецьких селян придушили спеціально викликані сюди війська. У листопаді 1907 року за агітацію серед селян проти царського самодержавства заарештовано селянина Ф. П. Шкільного.
Після столипінської реформи ще більше посилився процес класового розшарування селянства. За даними 1912 року, з 1004 господарств 54 — зовсім не мали землі, 227 мали менше однієї десятини, 339 — від 1 до 3, 363 — від 3 до 10 десятин. У той же час 21 заможне господарство володіло 272 десятинами землі. Більшість дворів була безкінною.
Не кращим було й соціально-побутове становище вільхівців. У селі існували аптека та лікарня з однією приймальною кімнатою, де працювало три фельдшери. 1858 року в маленькому церковному будинку відкрито однокласну парафіяльну школу. Через десять років тут побудовано нове приміщення для школи, де навчалося 80 учнів. У 1912 році почала працювати земська двокласна школа. Але ці заклади не могли охопити всіх дітей, тому більшість населення лишалася неписьменною.
Під час першої світової війни багато жителів Вільхівця мобілізували на фронт. У селян реквізували коней і продукти харчування для армії. Війна зовсім підірвала економіку селянських господарств. Сотні(?) сімей втратили годувальників, діти залишилися напівсиротами.

#### Визвольні змагання
Радянську владу проголошено тут у лютому 1918 року. Створений ревком розподіляв між біднотою конфісковану поміщицьку і церковну землі, худобу та сільськогосподарський реманент з економій. 3емля наділялася селянам за нормою 0,5 десятини на їдця.
На початку березня 1918 року село було окуповане німецькими військами.
У грудні 1918 року Вільховець опинився під владою Директорії, але 4 березня 1919 року село захопили частини 1-ї Української Радянської дивізії. Радянська влада в селі була відновлена, та ненадовго. В серпні до Вільхівця ввійшли білогвардійські війська, потім — загони Гризла. Наприкінці грудня 1919 року Червона армія за участю партизанів остаточно захопила село.

#### Перші роки радянської окупації
Село постраждало внаслідок геноциду українського народу, проведеного окупаційним урядом СССР 1932—1933 та 1946–1947 роках.
1920 року стали до ладу цукровий і цегельний заводи. 1923 року організувалося сільськогосподарське кредитне товариство.
У листопаді 1920 року Вільховець став волосним центром Звенигородського повіту Київської губернії. 7 березня 1923 село стало центром Вільховецького району. 27 березня 1925 центр Вільховецького району перенесений з с. Вільхівця до м. Рижанівки, Вільховецький район перейменований на Рижанівський.
У вересні 1925 року у селі організовано товариство спільного обробітку землі «Промінь».
1929 року в селі діяло 9 ТСОЗів, які на кінець наступного року об'єдналися в чотири сільськогосподарські артілі: «Жовтень», імені Леніна, імені Ворошилова та імені Шевченка.
Під час голодомору в 1933 році за неповними даними померло 106 осіб, з них 68 дітей (найбільше на кутках Новостройка, Вовча, Пустовійтівка). За спогадами жителя села Благодатного Федора Михайловича, цілі сім'ї вмирали від голоду, зокрема сім'я Мудрого Павла, яка складалася з сина, батька, матері та чотирьох дочок вся вимерла, і як Максим, старший син, свою сестру ніс на плечах до цвинтаря, та й сам упав. Померлих від голоду звозили возом і ховали.
Напередодні Другої світової війни в селі діяли середня, восьмирічна і початкова школи.

#### Друга світова війна

Пам'ятник воїнам-визволителям

З 29 липня 1941 року по 5 березня 1944 року село було окуповане німецькими військами. За цей час було вивезено до Німеччини, а значить врятовано від насильницької сталінської мобілізації, 478 місцевих жителів.
4 лютого 1944 року війська Червоної армії окупували Вільховець, але вже 20 лютого німецькі війська прорвавши кільце Корсунь-Шевченківського оточення, знову заволоділи селом. Остаточне відвоювання села відбулося військами 2-го Українського фронту 5 березня. В боях за село загинуло 548 (!)воїнів Червоної армії. Всі вони поховані в п'яти велетенських братських могилах, на яких встановлено пам'ятники.
800 мешканців села брали участь у боях Другої світової війни, 750 нагороджені орденами й медалями.

#### Повоєнні роки
В 1944 році вступив до ладу цукрозавод. В серпні 1950 року внаслідок об'єднання артілей в селі створено два колгоспи «Жовтень» та імені Леніна. В 1959 році вони були об'єднані в один — імені Леніна, який обробляв 6 тисяч га землі і мав м'ясо-зерново-буряковий напрямок.
Станом на початок 70-х років ХХ століття в селі працював сільмаг, 13 магазинів, лікарня на 50 ліжок, медамбулаторія, аптека, фельдшерсько-акушерський пункт, середня і восьмирічна школи, будинок культури, 6 бібліотек з загальним фондом понад 25 тисяч книг.

## Сучасність

Новобудови села

На сьогодні в селі функціонують дві загальноосвітні школи, дільнична лікарня, одна аптеки, дитячий садок, Будинок культури і одна бібліотека.
У селі Вільховець розвивається малий і середній бізнес, є фермерські господарства, сільськогосподарське підприємство, два відділення зв'язку, філія ощадного банку, низка магазинів.
У 2006 році до Вільховця проведено природний газ.

## Населення

### Мова
Розподіл населення за рідною мовою за даними перепису 2001 року:
| Мова            | Кількість | Відсоток |
| --------------- | --------- | -------- |
| українська      | 3006      | 98.63%   |
| російська       | 39        | 1.28%    |
| білоруська      | 1         | 0.03%    |
| болгарська      | 1         | 0.03%    |
| інші/не вказали | 1         | 0.03%    |
| Усього          | 3048      | 100%     |

## Пам'ятки природи
- Луки — загальнозоологічний заказник місцевого значення.
- Гільків — гідрологічний заказник місцевого значення.
- Обарівшинський — гідрологічний заказник місцевого значення.

## Відомі люди
В 1955 році Вільховецьку середню школу із золотою медаллю закінчив майбутній український політик В'ячеслав Чорновіл.
В селі народились:
- Лев Биковський (* 1895 — † 1992) — бібліограф, бібліотекознавець;
- Любарський Микола Якович (* 18 травня 1922 — 2000) — Герой Радянського Союзу.
- Михалевський Анатолій Васильович (1926—1990) — український науковець і педагог. Першим в Україні створив математичний діафільм «Парабола в природі і техніці» та інші екранні засоби, що вийшли масовими тиражами.
- Сиротенко Сергій Васильович (1977—2017) — підполковник (посмертно) Збройних сил України, учасник російсько-української війни.
- Петро Тимошенко (* 1920 — † 1984) — український мовознавець;

## Музей-садиба Героя України В.М.Чорновола

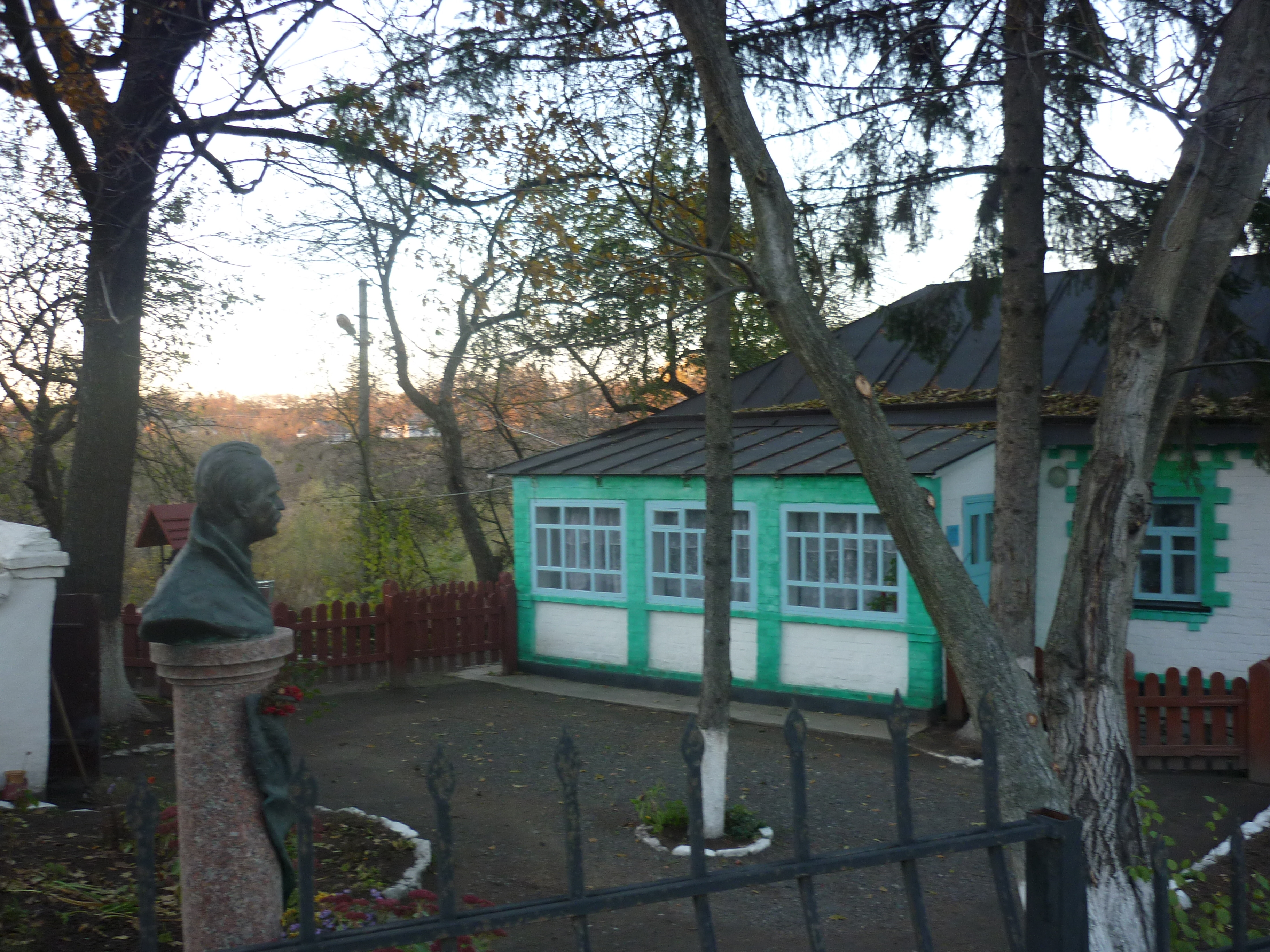
Погруддя Героя України В. М. Чорновола. с. Вільховець Звенигородський район, Черкаська область. Автор Владислав Демйон. 2017 р. В ніч на 23 травня 2018 р. було зруйновано пам'ятник і викрадено бронзове погруддя.Музей-садиба
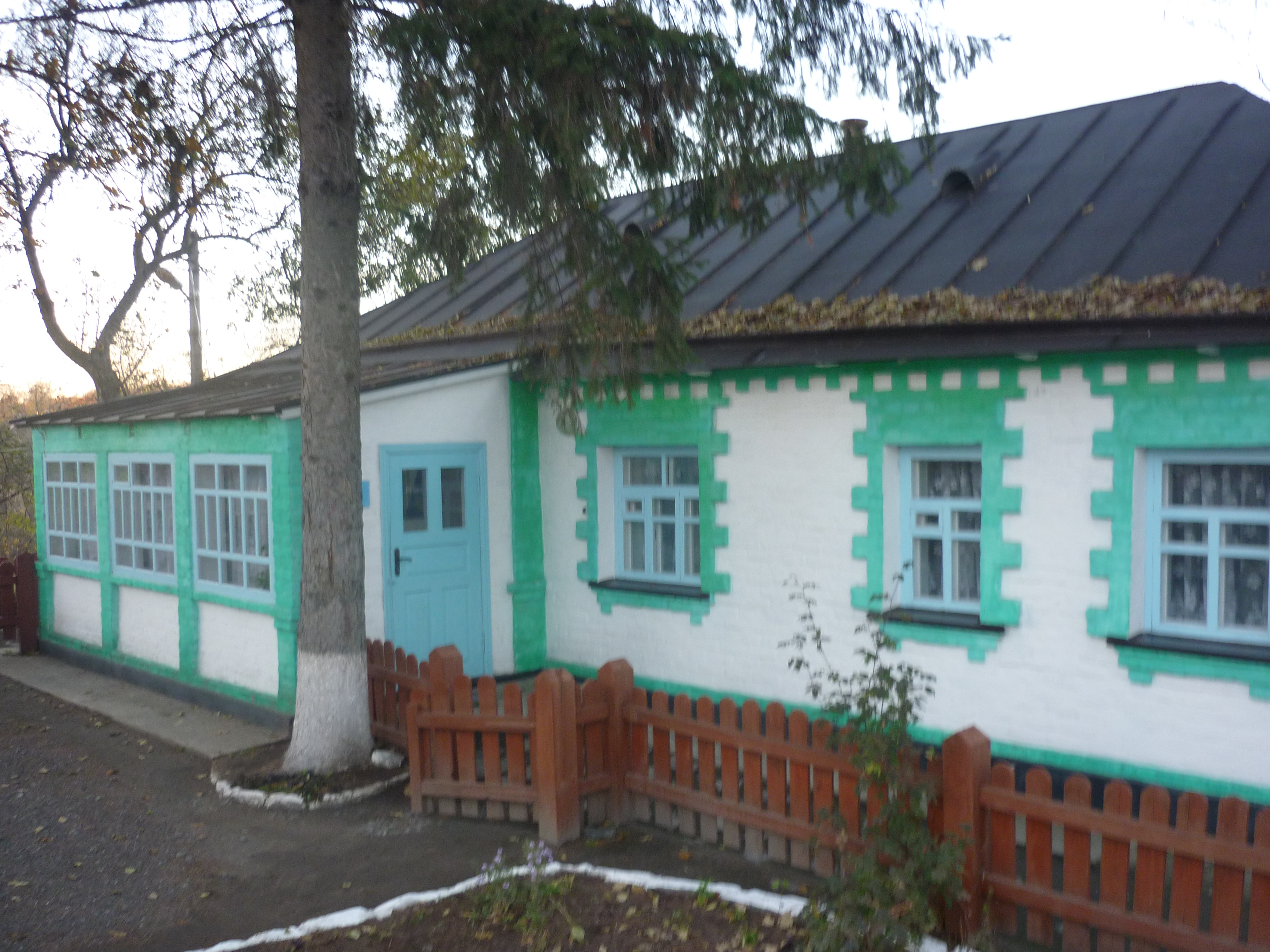
Музей-садиба
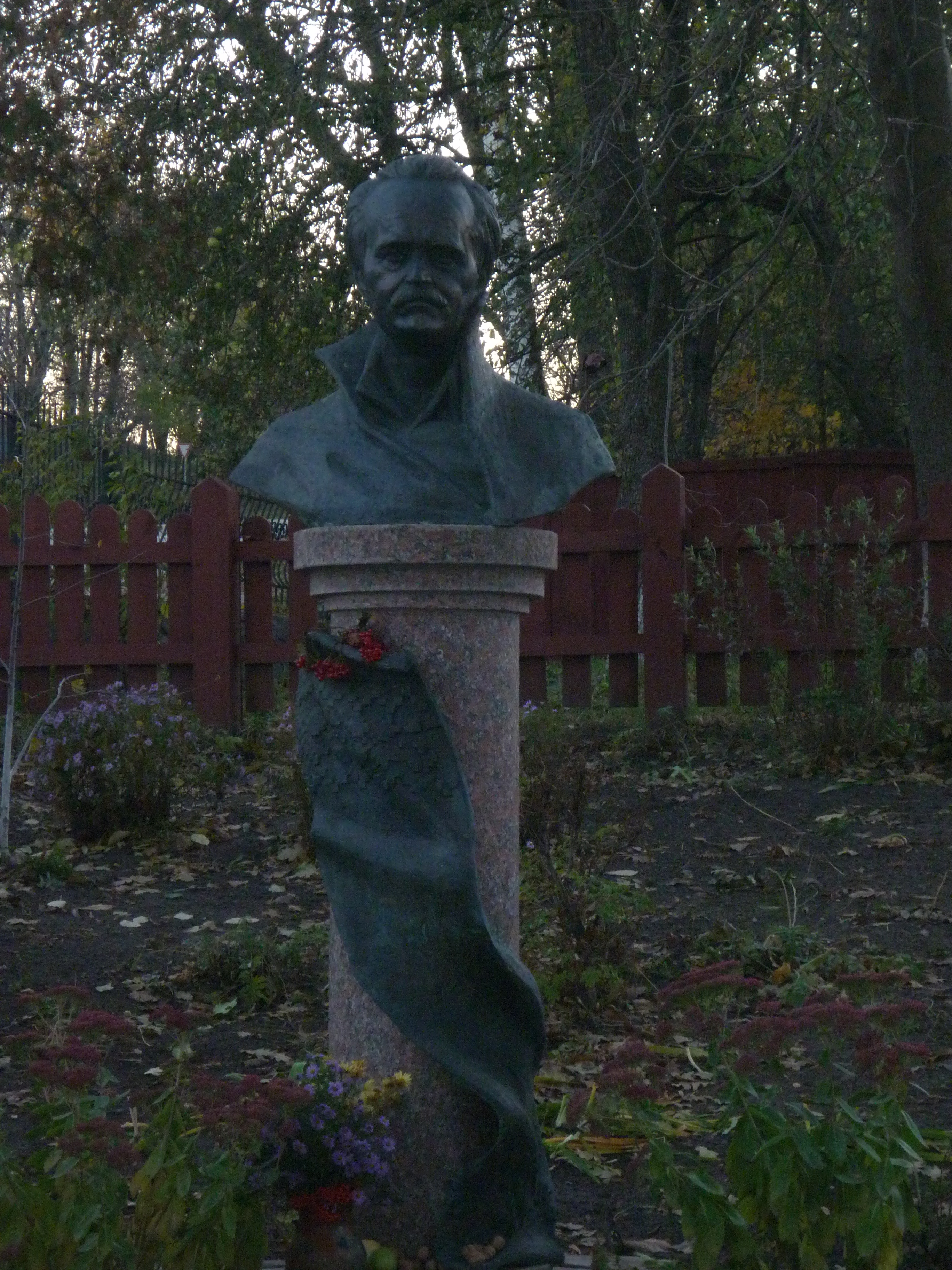
Пам'ятник В.Чорноволу